# 4 FELIDS
「4 FELIDS」（フォー・フェリッズ）は、VALSHEの4枚目のシングル。2013年3月13日にBeingから発売された。

## 解説
Beingへの移籍第1弾シングル。DVD付きの初回限定盤A（Leopard盤）と初回限定盤B（Lion盤）、通常盤（Tiger盤）、オリジナルムービー視聴IDt付きMusing盤（Cat盤）の4パターンで発売された。

## 収録曲

### CD
1. Tigerish Eyez (4:45)
作詞：VALSHE / 作曲：minato / 編曲：齋藤真也
トラをテーマにした激しいデジタルロック[1]。
2. Leopardess (3:54)
作詞・作曲：minato / 編曲：G'n-
ヒョウをテーマにしたジャズテイストの感じられるロック[1]。
3. ライオンとチョコレート (4:17)
作詞：VALSHE / 作曲：doriko / 編曲：G'n-
ライオンをテーマにしたクラシカルなロック[1]。
4. Shifty Cat (5:15)
作詞・作曲：minato / 編曲：G'n-
ネコをテーマにしたダークでノイジーなデジタルビート[1]。
5. Tigerish Eyez -Instrumental- (4:45)
6. Leopardess -Instrumental- (3:54)
7. ライオンとチョコレート -Instrumental- (4:17)
8. Shifty Cat -Instrumental- (5:15)

### DVD
初回盤A（Leopard盤）
1. 「Tigerish Eyez」 MUSIC VIDEO
2. VALSHEバレンタインday★キッチン

初回盤B（Lion盤）
1. 「Tigerish Eyez」 MUSIC VIDEO
2. VALSHEホワイトday★キッチン

### オリジナルムービー
Musing盤（Cat盤）
1. Musing Special talk 「VALSHE×minato」